# Cỏ lưỡi rắn
Cỏ lưỡi rắn hay còn gọi là cóc mẳn (mẵn), bòi ngòi ngù (danh pháp hai phần: Oldenlandia corymbosa) là một loài thực vật có hoa trong họ Thiến thảo. Loài này được L. mô tả khoa học đầu tiên năm 1753.

## Hình ảnh

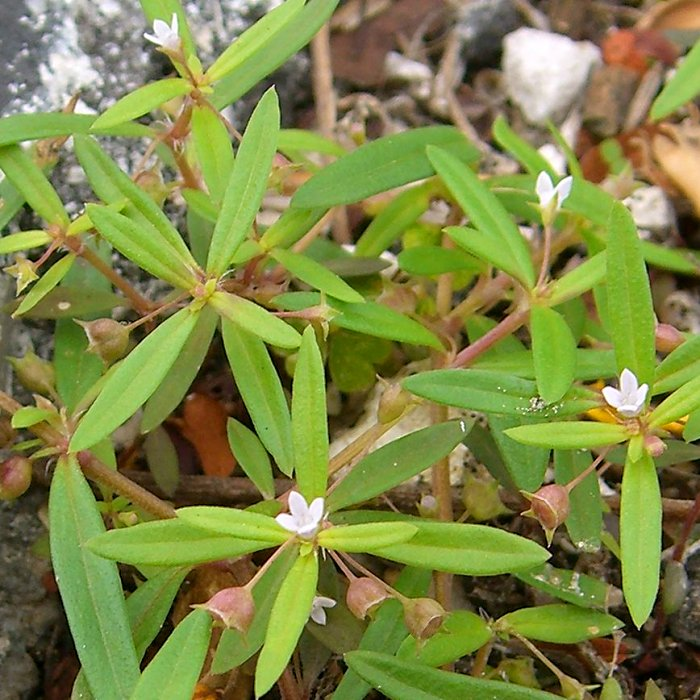
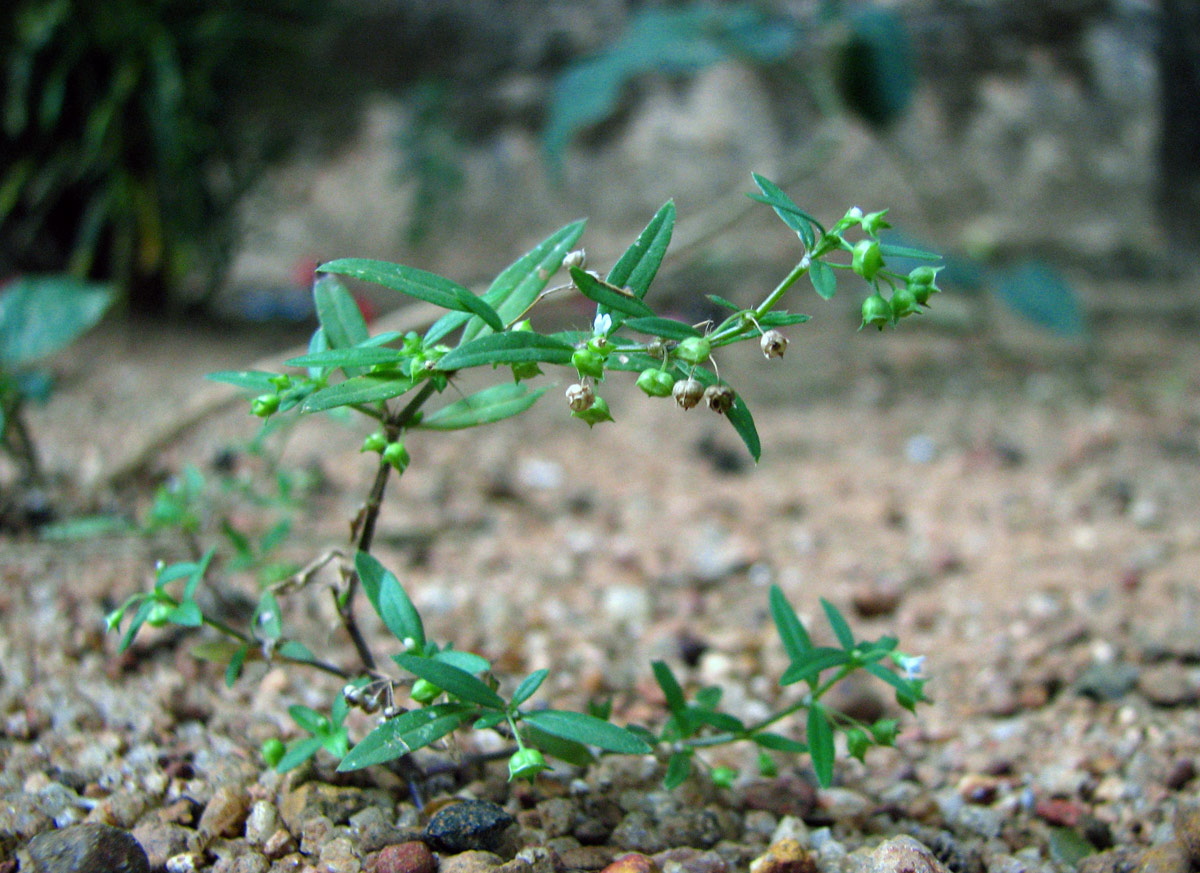
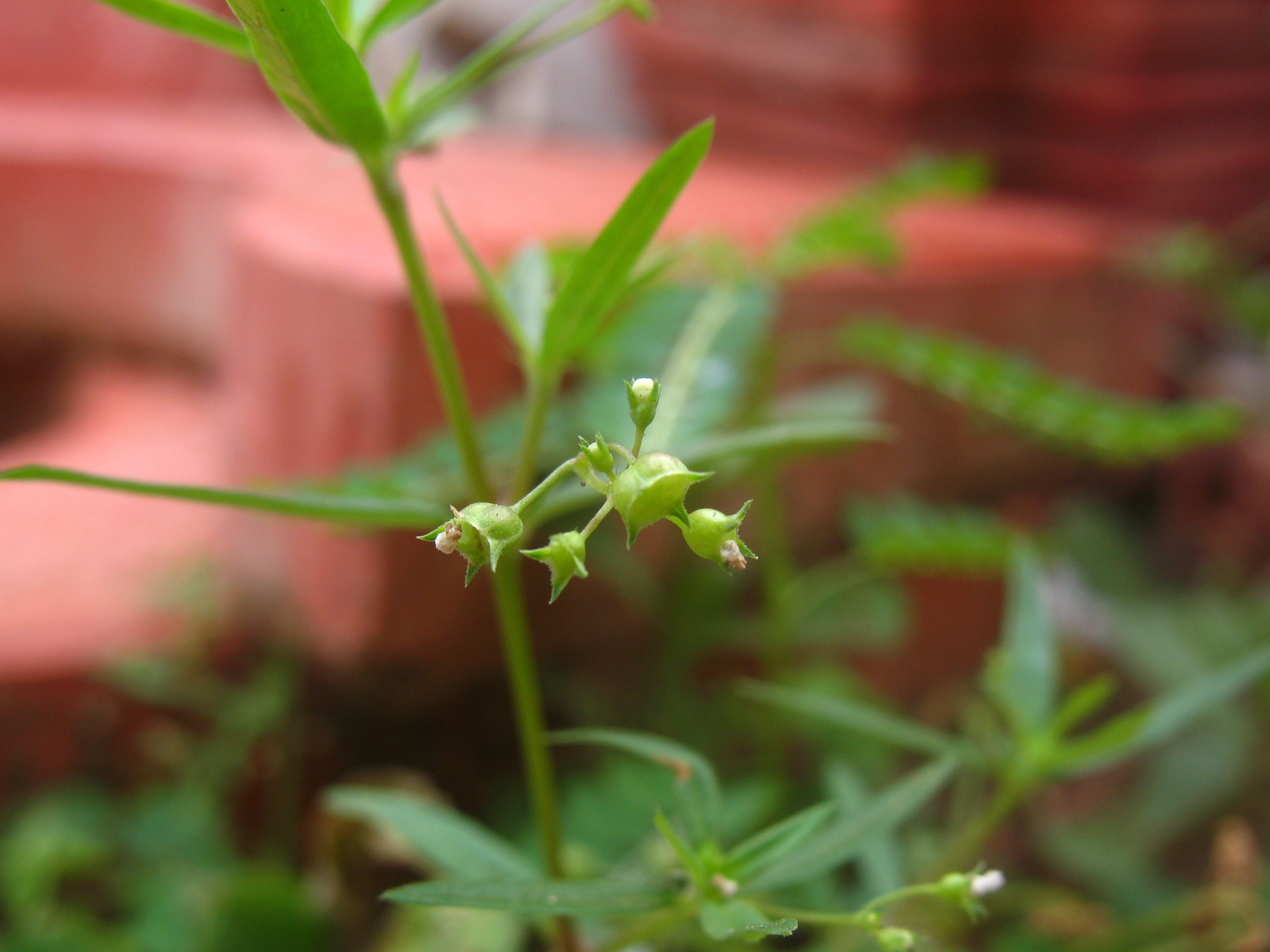
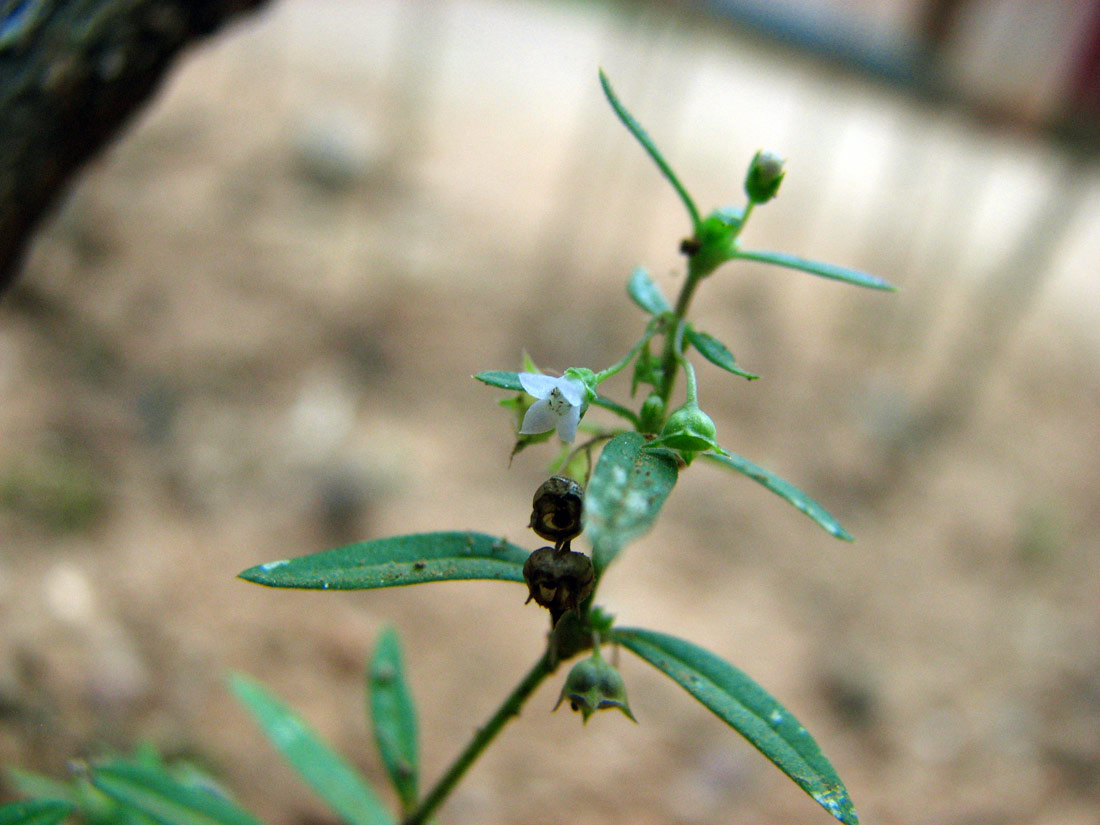